# Dorper

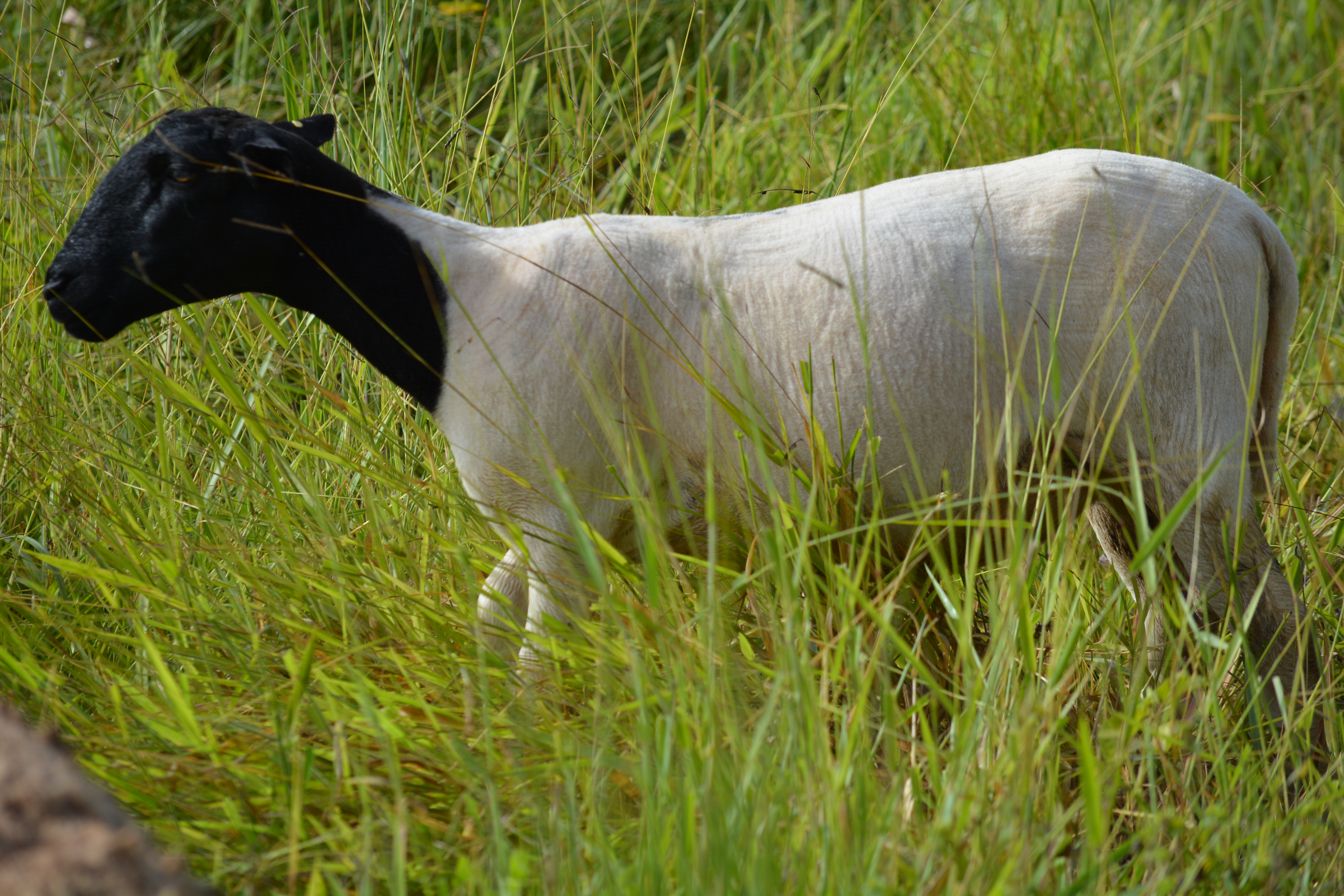
Uma ovelha Dorper

Dorper é uma raça de ovelhas originária da África do Sul, proveniente do cruzamento entre o Dorset Horn e o Blackhead Persian na década de 1930. Tem como características a resistência, a excelente carcaça, boa em cruzamentos, na produção de carne e fertilidade. Seus espécimes apresentam crescimento rápido, são desmamados aos dois meses e podem ser abatidos já aos cem dias de vida, fatos considerados vantajosos para sua criação.
Possui traços na cabeça e peito pretas com corpo branco, totalmente deslanada ou com crescimento de um pouco de lã, principalmente no lombo. É a segunda raça com o maior rebanho em seu país de origem e se espalhou por diversos países do mundo.